# Herbert Guglberger
Herbert Guglberger (* 29. August 1909 in Hall in Tirol, Tirol; † 25. September 1971 ebenda) war ein österreichischer Politiker (ÖVP).

## Leben
Herbert Guglberger absolvierte nach Besuch der Volks- und Hauptschule eine Höhere Bundeslehranstalt für Elektrotechnik. Danach wurde er Beamter bei der Österreichischen Post. Im späteren Leben wurde Guglberger zum Telegraphenoberinspektor ernannt.
Guglberger beantragte am 3. April 1939 die Aufnahme in die NSDAP und wurde zum 1. April 1940 aufgenommen (Mitgliedsnummer 7.583.249). In der Nachkriegszeit war er nicht nur Vorsitzender der ÖVP in Hall in Tirol, sondern auch Bezirksvorsitzender des Österreichischen Arbeitnehmerinnen- und Arbeitnehmerbundes (ÖAAB) im Bezirk Innsbruck-Land.
Von 1954 bis 1962 saß Guglberger für die ÖVP als Abgeordneter im Tiroler Landtag. Danach wurde er im Dezember 1962 als Mitglied des Bundesrats vereidigt. In dieser Funktion war er bis zu seinem Tod, im September 1971, tätig.